# Řád za zásluhy o veřejné vzdělávání
Řád za zásluhy o veřejné vzdělávání (francouzsky: Ordre du Mérite de l'Éducation Nationale) je státní vyznamenání Pobřeží slonoviny.

## Historie a pravidla udílení
Řád byl založen dne 16. ledna 1962. Udílen je za služby ministerstvu školství či za významné služby v oblasti vzdělávání.

## Insignie
Řádový odznak má tvar štítu, který ve spodní části obklopují dvě palmové větve. Na přední straně je uprostřed štítu vyobrazen slon. Na zadní straně je nápis na třech řádcích UNION DISCIPLINE TRAVAIL. Ke stuze je odznak připojen pomocí přechodového prvku ve tvaru palmy.
Stuha je zelená.

## Třídy
Řád je udílen ve třech řádných třídách:

komtur
důstojník
rytíř

- komtur
- důstojník
- rytíř